# 切恰特
切恰特（Chechat），是印度拉贾斯坦邦Kota县的一个城镇。总人口10255（2001年）。

## 人口
该地2001年总人口10255人，其中男性5425人，女性4830人；0—6岁人口1692人，其中男883人，女809人；识字率62.40%，其中男性为73.44%，女性为50.00%。